# آبي إيرل
آبي إيرل (بالإنجليزية: Abby Earl)‏ هي ممثلة أسترالية، ولدت في 15 فبراير 1989.

## وصلات خارجية
- آبي إيرل على موقع IMDb (الإنجليزية)
- آبي إيرل على موقع قاعدة بيانات الفيلم (الإنجليزية)